# Smicromorpha lagynos
Smicromorpha lagynos är en stekelart som beskrevs av Naumann 1986. Smicromorpha lagynos ingår i släktet Smicromorpha och familjen bredlårsteklar. Inga underarter finns listade i Catalogue of Life.